# Ormegöl
Ormegöl är en sjö i Hultsfreds kommun i Småland och ingår i Viråns huvudavrinningsområde.